# Ліам Косгрейв
Ліам Косгрейв (ірл. Liam Mac Cosgair; 13 квітня 1920 — 4 жовтня 2017) — ірландський політик, прем'єр-міністр країни у 1973—1977 роках, лідер партії Фіне Гел у 1965—1977 роках, депутат Дойл Ерен від 1943 до 1981 року

## Життєпис
Народився в Дубліні. Його батько, Вільям Косгрейв, був першим головою Виконавчої ради Ірландської Вільної держави. Здобувши кваліфікацію баррістера, вирішив присвятити себе політичній кар'єрі. 1943 року він був обраний до лав Дойл Ерен та був в опозиції до чинного уряду.
1948 року Косгрейв став парламентським секретарем Джона Костелло, який очолив новосформований коаліційний уряд. 1954 року отримав пост міністра закордонних справ. За його каденції на тій посаді Ірландія вступила до ООН. 1965 року Косгрейв став лідером Фіне Гел. На виборах 1969 року програв Джеку Лінчу, втім 1973 здобув перемогу й очолив уряд.